# Jan Przybyłowski (teolog)
Jan Kazimierz Przybyłowski (ur. 2 listopada 1958 w Kaliszu) – polski duchowny katolicki, teolog, profesor nauk teologicznych.  
Święcenia kapłańskie przyjął 10 czerwca 1984. Specjalizuje się w teologii pastoralnej. Pełnił funkcje kierownika Katedry Teologii Pastoralnej Fundamentalnej na Wydziale Teologicznym UKSW. W latach 2009–2010 był prodziekanem ds. naukowych Wydziału Teologicznego UKSW, był również prorektorem ds. finansowych i naukowych Uniwersytetu Kardynała Stefana Wyszyńskiego w Warszawie. 1 stycznia 2025 został mianowany redaktorem naczelnym czasopisma Ateneum Kapłańskie. 

## Ważniejsze publikacje
- Znaczenie nowej ewangelizacji dla duszpasterstwa młodzieży : studium pastoralne (2001)
- Modlitwa w doświadczeniu Kościoła : jest niemożliwe, aby grzeszył człowiek, który się modli (wraz z Edmundem Robkiem, 2004)
- Teologia modlitwy : kto się modli, ten się zbawia (wraz z Edmundem Robkiem, 2004)
- Modlitwa w religijności katolików polskich (wraz z Edmundem Robkiem, 2005)
- Funkcja wychowawcza w teorii i praktyce eklezjalnej : studium teologicznopastoralne (2010)